# Sultanato de Agadez
O Sultanato de Agadez (também conhecido como Sultanato Tenere de Air, Sultanato de Aïr, ou Asben) foi um reino berbere centrado na cidade de Agadez nas montanhas de Air, localizado na borda sul do deserto do Saara, no centro-norte do Níger, no continente africano. Foi fundada em 1449, pelos povos tuaregues e hauçás como um posto comercial. O Sultanato de Agadez foi posteriormente conquistado pelo Império Songai em 1500. Após a derrota do Império Songai, em 1591, o Sultanato de Agadez recuperou sua independência. Ele experimentou um declínio acentuado na população e na atividade econômica durante o século XVII. O reino foi posteriormente conquistado pelos franceses, em 1900.